# Oy Henry Nielsen Ab
Oy Henry Nielsen Ab var en finländsk rederi- och speditionskoncern.
Koncerne, som grundades 1923 av dansken Henry Nielsen och hade sitt säte i Helsingfors, tillhörde Finlands större korrespondentrederier och skeppsagenturer. Koncernen ägde även fartyg själv, och speditionsrörelsen sköttes med egna långtradare. Antalet anställda var 1983 omkring 950. Kring mitten av 1990-talet avvecklades koncernens rörelse gradvis så gott som helt.